# Georgios Katsikas
Georgios Katsikas, född 14 juni 1990 i Thessaloniki, Grekland, är en grekisk fotbollsspelare som för närvarande spelar som försvarare för FC Twente i Eredivisie. Han började sin karriär som ungdomsspelare i Iraklis FC.